# Resolutie 1500 Veiligheidsraad Verenigde Naties
Resolutie 1500 van de Veiligheidsraad van de Verenigde Naties werd op 14 augustus 2003 aangenomen door de VN-Veiligheidsraad. Veertien leden stemden voor; enkel Syrië onthield zich. De resolutie richtte de bijstandsmissie voor Irak op.

## Achtergrond
Op 2 augustus 1990 viel Irak zijn zuiderbuur Koeweit binnen en bezette dat land. De Veiligheidsraad veroordeelde de inval nog diezelfde dag middels resolutie 660, en later kregen de lidstaten carte blanche om Koeweit te bevrijden. Eind februari 1991 was die strijd beslecht en legde Irak zich neer bij alle aangenomen VN-resoluties. Het land werd vervolgens verplicht om zich te ontwapenen door onder meer al zijn massavernietigingswapens te vernietigen. Daaraan werkte Irak echter met grote tegenzin mee, tot grote woede van de Verenigde Staten, die het land daarom in 2003 opnieuw binnenvielen. Kort hierop vroeg de door de VS geleide overgangsregering van Irak de Verenigde Naties om hulp bij onder meer het herzien van de grondwet en de organisatie van verkiezingen, en werd de VN-bijstandsmissie in Irak opgericht. In 2004 werd de overgangsregering opgevolgd door een Iraakse interim-regering. In 2005 werd een nieuwe grondwet aangenomen en vonden verkiezingen plaats, waarna een coalitie werd gevormd. In de tussentijd werd het land echter geplaagd door sektarisch geweld en bleven er vele slachtoffers vallen door de talloze terreuraanslagen.

## Inhoud
De Veiligheidsraad:
- Herinnert aan al zijn eerdere resoluties, in het bijzonder resolutie 1483.
- Bevestigt de soevereiniteit en territoriale integriteit van Irak.
- Bevestigt ook de vitale rol van de VN in Irak, zoals uitgestippeld in resolutie 1483.
- Overwoog het rapport van de secretaris-generaal.

1. Verwelkomt de oprichting van een brede representatieve regerende raad op 13 juli.
2. Besluit de VN-bijstandsmissie voor Irak op te richten voor een periode van 12 maanden, om de secretaris-generaal bij te staan in de uitvoering van zijn mandaat.
3. Besluit om op de hoogte te blijven.

## Verwante resoluties
- Resolutie 1483 Veiligheidsraad Verenigde Naties
- Resolutie 1490 Veiligheidsraad Verenigde Naties
- Resolutie 1511 Veiligheidsraad Verenigde Naties
- Resolutie 1518 Veiligheidsraad Verenigde Naties

Lijst ·  1455 ·  1456 ·  1457 ·  1458 ·  1459 ·  1460 ·  1461 ·  1462 ·  1463 ·  1464 ·  1465 ·  1466 ·  1467 ·  1468 ·  1469 ·  1470 ·  1471 ·  1472 ·  1473 ·  1474 ·  1475 ·  1476 ·  1477 ·  1478 ·  1479 ·  1480 ·  1481 ·  1482 ·  1483 ·  1484 ·  1485 ·  1486 ·  1487 ·  1488 ·  1489 ·  1490 ·  1491 ·  1492 ·  1493 ·  1494 ·  1495 ·  1496 ·  1497 ·  1498 ·  1499 ·  1500 ·  1501 ·  1502 ·  1503 ·  1504 ·  1505 ·  1506 ·  1507 ·  1508 ·  1509 ·  1510 ·  1511 ·  1512 ·  1513 ·  1514 ·  1515 ·  1516 ·  1517 ·  1518 ·  1519 ·  1520 ·  1521